# Al-Qaffay
Al-Qaffay es una isla deshabitada de interés estratégico y ecológico, perteneciente al emirato de Abu Dhabi (Emiratos Árabes Unidos). La isla se encuentra a aroximadamente 25 km de la costa tanto de las costas de Catar, Arabia Saudita y Emiratos Árabes Unidos. La superficie de la isla principal es de 3 km² y la elevación máxima es de 9 metros.
Está formada por la isla principal y dos islotes más a la parte occidental que junto con algunas rocas protegen una especie de lago con abundancia de manglares. Al suroeste se encuentra la isla de Raso Siyat, al este las rocas de Umm a -Anbar, al nordeste la isla Makasit, y al sur la isla Muhayimat y los escollos Fasht Azizi. 
En la isla vive una especie de halcón (Falco concolor) y hay al menos cinco parejas de águila pescadora (Pandion haliaetus). Es también un lugar de interés para muchas aves migratorias. La fauna marina no ha sido muy estudiada a la fecha.
La isla estuvo habitada hace unos 7 mil años, ya que se ha encontrado una cisterna de 6,5 x 3 metros y 3 metros de profundidad, así como otros objetos de la misma época. Hasta el momento no se han hecho una investigación arqueológica completa. La carencia de agua seguramente llevó a su despoblamiento.
La isla se encuentra en latitud 24 grados 35 minutos 13 segundos norte; longitud 51 grados 43 minutos 41 segundos.
- Datos: Q11904672